# Miloš Máša
Miloš Máša (* 22. dubna 1940) je český politik, počátkem 21. století poslanec Poslanecké sněmovny za ČSSD.

## Biografie
V komunálních volbách roku 1994 a komunálních volbách roku 1998 byl za ČSSD zvolen do zastupitelstva hlavního města Praha. Neúspěšně sem pak kandidoval v komunálních volbách roku 2002 a komunálních volbách roku 2006. Profesně se k roku 1998 a 2002 uvádí jako stavební inženýr, k roku 2006 jako stavební projektant. V roce 1998 se v rámci radniční koalice ODS a ČSSD stal členem rady hlavního města Praha. V komunálních volbách roku 1998 byl rovněž za ČSSD zvolen do zastupitelstva městské části Praha 8.
Ve volbách v roce 2002 kandidoval do poslanecké sněmovny za ČSSD (volební obvod Praha). Nebyl zvolen, ale do sněmovny usedl dodatečně v září 2004 jako náhradník poté, co na poslanecký mandát rezignovala Petra Buzková. Byl členem sněmovního výboru pro vědu, vzdělání, kulturu, mládež a tělovýchovu. Ve sněmovně setrval do voleb v roce 2006.